# Kasie Enman
Kasie Wallace-Enman, née Wallace le 9 septembre 1979 à Manchester, est une coureuse de fond américaine spécialisée en course en montagne et en skyrunning. Elle est championne du monde de course en montagne 2011.

## Biographie
Elle naît et grandit à Manchester dans le New Hampshire. Ses frères et sœurs entrent à l'université du New Hampshire et se mettent tous à la voile. Dans un premier temps, elle pense faire comme eux mais après réflexion s'inscrit au Middlebury College dans le Vermont pour pratiquer l'athlétisme, une discipline où elle a fait ses preuves au lycée. Elle déménage ensuite dans le Vermont, où elle se sent mieux et rencontre son futur mari, Eli.
En 2002, elle court une course de 5 kilomètres le matin de son mariage. Le couple pratique ensuite diverses activités sportives, telles que la course à pied, le cyclisme et le ski de fond.
En 2006, elle décide de s'essayer aux compétitions de raquette à neige. Elle s'inscrit à la course de Bolton Valley, épreuve qualificative pour les championnats des États-Unis. N'ayant pas de paire de raquettes, elle emprunte d'abord une paire pour enfants afin de s'entraîner mais apprenant qu'il n'est pas autorisé à courir avec des modèles pour enfants, elle emprunte une paire pour adultes à un ami afin de participer à la course. Elle court tant bien que mal et chute à plusieurs reprises, n'étant pas habituée aux larges foulées de cette discipline. Elle parvient toutefois à se qualifier pour les championnats qu'elle remporte à la surprise générale et malgré son style de course peu académique,. Elle s'inscrit à son premier marathon en 2006, le Vermont City Marathon, qui a lieu dans sa ville de Burlington. Elle doit cependant prendre des antibiotiques le matin du départ. Très essoufflée, elle ne parvient pas à courir et abandonne. Elle se repose et prend le départ du Grandma's Marathon à Duluth trois semaines plus tard. Elle termine sixième en 2 h 44 min 7 s et décroche sa place pour le marathon de qualification des Jeux olympiques d'été qui a lieu à Boston. Elle y termine onzième en 2 h 37 min 14 s qui reste sa meilleure performance.
Elle se blesse en 2007 et doit limiter ses efforts pour ne pas subir trop d'impacts. Elle s'essaie à la course en montagne qui lui permet de courir sans trop de douleurs. Après ses premières expériences dans des courses régionales, elle s'impose rapidement au niveau international. Elle termine deuxième de la course du Mont Washington en juin 2008, puis remporte les championnats NACAC de course en montagne à Tepatitlán où elle décroche également la médaille d'or par équipes.
Elle fait une pause maternité en 2010 pour donner naissance à sa fille. Elle effectue son retour à la compétition avec succès en 2011. Le 26 juin, elle remporte le titre de championne des États-Unis de course en montagne à Cranmore. Le 11 septembre, elle domine la course des championnats du monde de course en montagne à Tirana et remporte le titre en terminant avec plus d'une minute d'avance sur la Russe Elena Rukhliada.
En janvier 2012, elle rejoint l'équipe américaine de Salomon. Adam Chase, le manager de l'équipe lui suggère de courir le marathon de Pikes Peak. Intéressée, elle demande alors quelles autres courses de skyrunning elle pourrait courir. Greg Vollet, le responsable international lui transmet alors une liste d'une vingtaine de courses et elle croit dans un premier temps qu'elle doit toutes les courir. Le 27 mai, elle devient la première résidente du Vermont à remporter le Vermont City Marathon en 2 h 43 min 13 s. Elle se rend en Italie au début juillet pour participer à ses premières courses de skyrunning. Elle termine deuxième de la Dolomites SkyRace puis remporte le Giir di Mont une semaine plus tard.
Elle donne naissance à son deuxième enfant en 2013. À son retour en compétition en 2014, elle se lance dans une ambitieuse saison, mêlant course en montagne, skyrunning et ultra-trail. Aux championnats du monde de skyrunning à Chamonix, elle termine sixième du kilomètre vertical et quatrième du SkyMarathon. Le 31 août, elle remporte son premier ultra-trail, le Trophée Kima. Elle se classe deuxième ex-aequo avec Anna Frost au classement Ultra de la Skyrunner World Series.
En automne 2015, elle tombe malade et se blesse à la cheville. Elle prend une pause de huit mois pour récupérer,.
Aux championnats du monde de course en montagne 2017 à Premana, elle termine treizième et remporte la médaille d'or par équipe avec Allie McLaughlin et Addie Bracy. Une semaine plus tard, elle remporte deux médailles d'argent (en individuel et par équipes) aux championnats du monde de course en montagne longue distance sur le Giir di Mont.

## Palmarès en athlétisme

### Route/cross
| Année | Compétition                         | Lieu        | Place | Épreuve       | Temps           |
| ----- | ----------------------------------- | ----------- | ----- | ------------- | --------------- |
| 2005  | Ras na hÉireann                     | Dunleer     | 3e    | Cross-country |                 |
| 2005  | Semi-marathon de New Bedford        | New Bedford | 2e    | Semi-marathon | 1 h 19 min 49 s |
| 2006  | Semi-marathon de New Bedford        | New Bedford | 3e    | Semi-marathon | 1 h 17 min 40 s |
| 2006  | Grandma's Marathon                  | Duluth      | 6e    | Marathon      | 2 h 44 min 7 s  |
| 2007  | Semi-marathon de New Bedford        | New Bedford | 2e    | Semi-marathon | 1 h 15 min 55 s |
| 2009  | Championnats NACAC de cross-country | Orlando     | 3e    | Cross-country | 20 min 23 s     |
| 2012  | Marathon de Vermont City            | Burlington  | 1re   | Marathon      | 2 h 43 min 13 s |
| 2015  | Marathon de Vermont City            | Burlington  | 1re   | Marathon      | 2 h 49 min 3 s  |
| 2015  | Marathon de Hartford                | Hartford    | 5e    | Marathon      | 2 h 50 min 1 s  |
| 2017  | Amherst 10-Miler                    | Amherst     | 3e    | 10 miles      | 1 h 0 min 47 s  |
| 2017  | Marathon de Vermont City            | Burlington  | 1re   | Marathon      | 2 h 50 min 26 s |
| 2017  | Cochecho Challenge                  | Dover       | 1re   | Semi-marathon | 1 h 22 min 24 s |

### Course en montagne
| no  | féminin            | Course                                                      | Longueur | Départ            | Temps           |
| --- | ------------------ | ----------------------------------------------------------- | -------- | ----------------- | --------------- |
| 49e | Médaille d'argent  | Course du Mont Washington                                   | 12,23 km | 21 juin 2008      | 1 h 13 min 26 s |
| 1re | Médaille d'or      | Championnats NACAC de course en montagne                    | 9,1 km   | 5 juillet 2008    | 53 min 55 s     |
| 13e | Médaille d'or      | Course de montagne de Loon Mountain                         | 9,2 km   | 5 juillet 2009    | 53 min 17 s     |
| 4e  | 4e                 | Championnats NACAC de course en montagne                    | 11 km    | 28 juin 2009      | 58 min 50 s     |
| 37e | Médaille de bronze | Course du Mont Washington                                   | 12,23 km | 18 juin 2011      | 1 h 15 min 19 s |
| 1re | Médaille d'or      | Championnats des États-Unis de course en montagne           | 7,74 km  | 26 juin 2011      | 32 min 59 s     |
| 1re | Médaille d'or      | Championnats du monde de course en montagne                 | 8,77 km  | 11 septembre 2011 | 40 min 39 s     |
| 59e | Médaille de bronze | Course du Mont Washington                                   | 12,23 km | 16 juin 2012      | 1 h 14 min 55 s |
| 99e | 6e                 | Sierre-Zinal                                                | 31 km    | 10 août 2014      | 3 h 13 min 18 s |
| 15e | Médaille d'or      | Course de montagne de Loon Mountain                         | 10,2 km  | 5 juillet 2015    | 1 h 3 min 55 s  |
| 2e  | Médaille d'argent  | Championnats des États-Unis de course en montagne           | 8,2 km   | 25 juillet 2015   | 37 min 37 s     |
| 15e | Médaille d'or      | Course de montagne de Loon Mountain                         | 10,2 km  | 2 juillet 2017    | 1 h 6 min 59 s  |
| 45e | Médaille d'argent  | Championnats du monde de course en montagne longue distance | 32 km    | 6 août 2017       | 3 h 57 min 30 s |
| 6e  | 6e                 | Championnats NACAC de course en montagne                    | 10,6 km  | 8 juillet 2018    | 1 h 2 min 50 s  |
| 2e  | Médaille d'argent  | Championnats des États-Unis de course en montagne           | 11,26 km | 29 septembre 2019 | 1 h 5 min 58 s  |

### Skyrunning
| no   | féminin            | Course                                                   | Longueur | Départ          | Temps                       |
| ---- | ------------------ | -------------------------------------------------------- | -------- | --------------- | --------------------------- |
| 52e  | Médaille d'argent  | Dolomites SkyRace                                        | 22 km    | 22 juillet 2012 | 2 h 28 min 9 s              |
| 28e  | Médaille d'or      | Giir di Mont                                             | 32 km    | 29 juillet 2012 | 3 h 45 min 50 s             |
| 13e  | Médaille d'argent  | Marathon de Pikes Peak                                   | 42,2 km  | 19 août 2012    | 4 h 28 min 25 s             |
| 105e | 5e                 | Zegama-Aizkorri                                          | 42,2 km  | 25 mai 2014     | 4 h 53 min 33 s             |
| 60e  | 6e                 | Championnats du monde de skyrunning - Kilomètre vertical | 3,8 km   | 27 juin 2014    | 43 min 52 s                 |
| 54e  | 4e                 | Championnats du monde de skyrunning - SkyMarathon        | 42 km    | 29 juin 2014    | 4 h 3 min 14 s              |
| 17e  | 4e                 | Matterhorn Ultraks 46K                                   | 46 km    | 23 août 2014    | 5 h 24 min 41 s             |
| 11e  | Médaille d'or      | Whiteface SkyMarathon                                    | 31 km    | 28 juin 2015    | 4 h 33 min 46 s             |
| 4e   | Médaille d'or      | Tushars Trail Marathon                                   | 31 km    | 1er août 2015   | 5 h 3 min 41 s              |
| 11e  | Médaille d'argent  | Whiteface SkyRace                                        | 31 km    | 9 juillet 2016  | 3 h 18 min 18 s Kasie Enman |
| 16e  | Médaille de bronze | Broken Arrow Vertical Kilometer                          | 5 km     | 19 juin 2019    | 49 min 27 s                 |
| 17e  | Médaille de bronze | Broken Arrow Skyrace 26K                                 | 26 km    | 21 juin 2019    | 2 h 29 min 9 s              |

### Ultra-trail
| no  | féminin            | Course                                   | Longueur | Départ            | Temps           |
| --- | ------------------ | ---------------------------------------- | -------- | ----------------- | --------------- |
| 24e | Médaille d'argent  | Speedgoat 50K                            | 50 km    | 19 juillet 2014   | 6 h 43 min 48 s |
| 26e | Médaille d'or      | Trophée Kima                             | 52 km    | 31 août 2014      | 7 h 53 min 42 s |
| 25e | Médaille d'argent  | The Rut 50K                              | 50 km    | 13 septembre 2014 | 6 h 38 min 4 s  |
| 13e | Médaille de bronze | Msig Sai Kung 50                         | 50 km    | 7 février 2015    | 6 h 13 min 57 s |
| 13e | Médaille d'argent  | Championnats des États-Unis de trail 50K | 50 km    | 27 août 2016      | 4 h 23 min 27 s |
| 10e | Médaille d'argent  | Ragged 50K                               | 50 km    | 12 août 2018      | 5 h 11 min 23 s |

## Palmarès en raquette à neige
| no  | féminin       | Course                                          | Longueur | Départ       | Temps      |
| --- | ------------- | ----------------------------------------------- | -------- | ------------ | ---------- |
| 42e | Médaille d'or | Championnats des États-Unis de raquette à neige | 10 km    | 25 mars 2006 | 53 min 7 s |

## Records
| Épreuve       | Performance     | Date               | Lieu           |
| ------------- | --------------- | ------------------ | -------------- |
| 5 kilomètres  | 17 min 54 s     | 17 mai 2012        | Montpelier     |
| 10 kilomètres | 35 min 6 s      | 13 octobre 2008    | Boston         |
| 15 kilomètres | 56 min 24 s     | 7 mai 2006         | Shelburne      |
| 10 miles      | 58 min 29 s     | 3 février 2008     | Cape Elizabeth |
| 20 kilomètres | 1 h 11 min 23 s | 1er septembre 2008 | New Haven      |
| Semi-marathon | 1 h 15 min 15 s | 16 mars 2008       | New Bedford    |
| 30 kilomètres | 2 h 6 min 5 s   | 16 septembre 2017  | Essex          |
| Marathon      | 2 h 37 min 14 s | 20 avril 2008      | Boston         |